# Josef Kaltenbrunner
Josef Anton Kaltenbrunner (Vienna, 2 maggio 1888 – Vienna, 4 agosto 1951) è stato un calciatore austriaco, di ruolo portiere.

## Carriera

### Nazionale
Prese parte alle Olimpiadi del 1912 con la Nazionale austriaca.

### Cronologia presenze e reti in nazionale
| Cronologia completa delle presenze e delle reti in nazionale ― Austria | Cronologia completa delle presenze e delle reti in nazionale ― Austria | Cronologia completa delle presenze e delle reti in nazionale ― Austria | Cronologia completa delle presenze e delle reti in nazionale ― Austria | Cronologia completa delle presenze e delle reti in nazionale ― Austria | Cronologia completa delle presenze e delle reti in nazionale ― Austria | Cronologia completa delle presenze e delle reti in nazionale ― Austria | Cronologia completa delle presenze e delle reti in nazionale ― Austria |
| Data                                                                   | Città                                                                  | In casa                                                                | Risultato                                                              | Ospiti                                                                 | Competizione                                                           | Reti                                                                   | Note                                                                   |
| ---------------------------------------------------------------------- | ---------------------------------------------------------------------- | ---------------------------------------------------------------------- | ---------------------------------------------------------------------- | ---------------------------------------------------------------------- | ---------------------------------------------------------------------- | ---------------------------------------------------------------------- | ---------------------------------------------------------------------- |
| 5-5-1907                                                               | Vienna                                                                 | Austria                                                                | 3 – 1                                                                  | Ungheria                                                               | Amichevole                                                             | -                                                                      |                                                                        |
| 3-11-1907                                                              | Budapest                                                               | Ungheria                                                               | 4 – 1                                                                  | Austria                                                                | Amichevole                                                             | -                                                                      |                                                                        |
| 7-6-1908                                                               | Vienna                                                                 | Austria                                                                | 3 – 2                                                                  | Germania                                                               | Amichevole                                                             | -                                                                      |                                                                        |
| 1-11-1908                                                              | Budapest                                                               | Ungheria                                                               | 5 – 3                                                                  | Austria                                                                | Amichevole                                                             | -                                                                      |                                                                        |
| 2-5-1909                                                               | Vienna                                                                 | Austria                                                                | 3 – 4                                                                  | Ungheria                                                               | Amichevole                                                             | -                                                                      |                                                                        |
| 30-5-1909                                                              | Budapest                                                               | Ungheria                                                               | 1 – 1                                                                  | Austria                                                                | Amichevole                                                             | -                                                                      |                                                                        |
| 1-7-1912                                                               | Traneberg                                                              | Austria                                                                | 1 – 0                                                                  | Norvegia                                                               | Olimpiadi 1912 - Torneo di consolazione                                | -                                                                      |                                                                        |
| 3-7-1912                                                               | Stoccolma                                                              | Austria                                                                | 5 – 1                                                                  | Italia                                                                 | Olimpiadi 1912 - Torneo di consolazione                                | -                                                                      |                                                                        |
| 5-7-1912                                                               | Solna                                                                  | Austria                                                                | 0 – 3                                                                  | Ungheria                                                               | Olimpiadi 1912 - Torneo di consolazione                                | -                                                                      |                                                                        |
| 27-4-1913                                                              | Vienna                                                                 | Austria                                                                | 1 – 4                                                                  | Ungheria                                                               | Trofeo Wagner                                                          | -                                                                      |                                                                        |
| 15-6-1913                                                              | Vienna                                                                 | Austria                                                                | 2 – 0                                                                  | Italia                                                                 | Amichevole                                                             | -                                                                      |                                                                        |
| Totale                                                                 |                                                                        | Presenze                                                               | 11                                                                     |                                                                        | Reti                                                                   | 0                                                                      |                                                                        |

## Palmarès
- Campionato austriaco: 2

Rapid Vienna: 1911-1912, 1912-1913